# Ahmedabad Challenger 1997
L'Ahmedabad Challenger 1997 è stato un torneo di tennis facente parte della categoria ATP Challenger Series nell'ambito dell'ATP Challenger Series 1997. Il torneo si è giocato a Ahmedabad in India dall'1 al 6 dicembre 1997 su campi in cemento.

## Vincitori

### Singolare
Vadim Kucenko ha battuto in finale  Herbert Wiltschnig con il punteggio di 6–1, 6–4

### Doppio
Emanuel Couto /  João Cunha e Silva hanno battuto in finale  Gouichi Motomura /  Oleg Ogorodov con il punteggio di 6–4, 3–6, 6–3